# Shen Zongqian
Shen Zongqian 沈宗騫 ou Chen Tsung-K'ien ou Shên Tsung-Ch'ien, surnom: Xiyuan 熙遠 (熙远 en chinois simplifié) est un peintre chinois des XVIIIe et XIXe siècles, originaire de Wucheng (subdivision administrative de la province du Zhejiang en Chine). Ses dates de naissance et de décès ne sont pas connues, mais sa période d'activité se situe vers 1770-1817.

## Biographie
Peintre de portraits et paysages, Shen Zongqian est également calligraphe et l'auteur du traité Jiezhou Xue Hua Bian, ouvrage très important bien que son auteur soit très peu connu.Il apprend le paysage en autodidacte et il est probablement peintre professionnel de portraits, ce qui peut expliquer la relative obscurité de son traité puisque les portraitistes ne sont l'objet d'aucune considération. C'est donc à une édition japonaise que ce texte doit survivre; c'est pourtant l'un des plus importants de son temps et aussi l'un des plus éminents de toute la littérature picturale chinoise. Il s'impose par ses qualités remarquables de précision et de méthode en se présentant suivant un plan méthodique dont on trouve peu d'exemple dans ce domaine littéraire en général assez flou.